# Hockey Club Devils Milan
Le Hockey Club Devils Milan est un club italien de hockey sur glace. Lors de son existence, il prend même le nom Associazione Calcio di Milan en 1993-1994 en référence au club du Milan AC. En 1997, l'équipe déménage dans la Vallée d'Aoste et devient le Hockey Club Devils Courmayeur.

## Historique
L'équipe est née en 1989 alors que l'équipe de Milan, le Hockey Club Diavoli Rossoneri Milano connaît des difficultés financières. L'équipe est alors rachetée par Silvio Berlusconi qui décide de fusionner l'équipe avec celle du Hockey Club Como.
Même si l'équipe semble être une continuité de celle des Rossoneri, la fédération italienne la Federazione Italiana Sport del Ghiaccio, refuse que l'équipe considère les anciens titres des années 1930 et 1950 comme faisant partie de son histoire.
L'équipe des Devils a dominé la Série A entre 1991 et 1994. Ils gagnent en effet à trois reprises le championnat italien (1992, 1993 et 1994) et une fois l'Alpenliga (1991), tournoi international avec des équipes d'Autriche, d'Italie et de Slovénie. L'équipe est alors formée d'un mélange d'Italiens et de Canadiens.
Les joueurs de l'époque se nomment : Roberto Romano et Mario Brunetta dans les buts, Tom Tilley, Paolo Casciaro, Mike De Angelis ou encore Tony Circelli en défense. L'attaque est alors composée de Gaetano Orlando, Michael Richard, Mark Napier, Sandy Pellegrino, Paul Beraldo, John Vecchiarelli, Lucio Topatigh, Jari Kurri, Tom Chorske et Sergio Momesso.
Abandonnés par leur principal sponsor en 1995, l'équipe senior connaît alors de nombreux revers jusqu'au transfert en 1996 dans la ville de Courmayeur.
La ville de Milan accueille toujours les équipes de jeunes joueurs.

## Palmarès
Champion de la Série A
- 1992, 1993 et 1994

Alpenliga
1991

### Sources
- (it) Cet article est partiellement ou en totalité issu de l’article de Wikipédia en italien intitulé « Hockey Club Devils Milano » (voir la liste des auteurs).